# Arado E.381

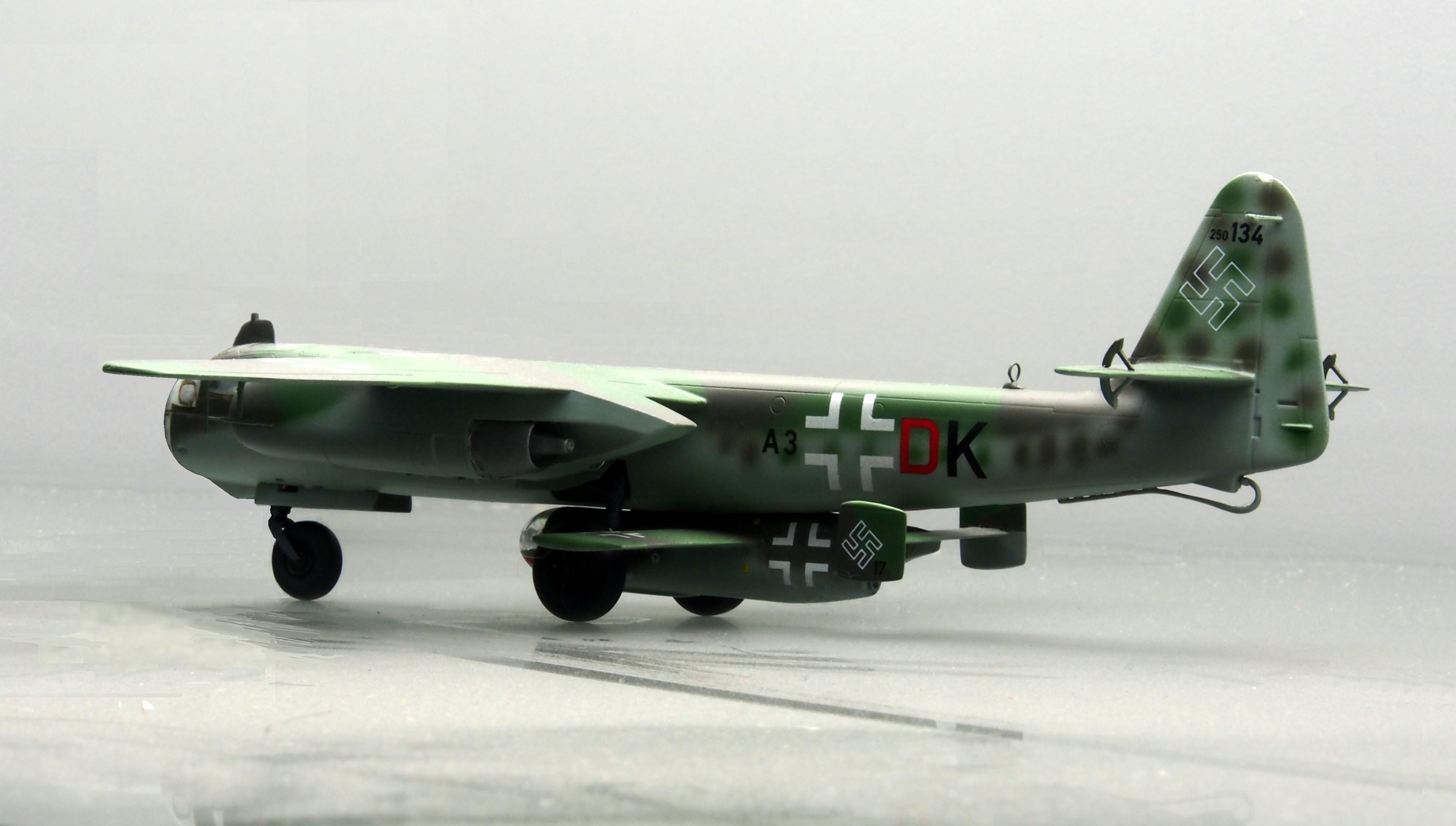
Arado E.381 unter dem „Mutterflugzeug“ Ar 234

Die Arado E.381 (Kleinstjäger) war ein projektiertes deutsches parasitäres Jagdflugzeug, das von den Arado Flugzeugwerken während des Zweiten Weltkrieges im Dezember 1944 entwickelt wurde.
Die Arado E.381 sollte von einer strahlgetriebenen Arado Ar 234 emporgetragen werden, von diesem „Mutterflugzeug“ aus mit einem Raketentriebwerk starten und feindliche Bomberverbände der Alliierten – vorwiegend britische und amerikanische – angreifen. Die Entwicklung wurde jedoch aufgrund fehlender Mittel und offizieller Unterstützung gestrichen.
Es gab drei vorgeschlagene Varianten, jede hatte Treibstofftanks für nur zwei Zielangriffe. Danach sollte der Pilot, ohne Triebwerksleistung gleitend, auf Kufen landen. Um möglichen Beschuss durch die angegriffenen Bomber und Verfolgungen durch feindliche Jagdflugzeuge zu überleben, war die E.381 mit dem kleinstmöglichen Frontalquerschnitt entwickelt worden. Dazu gehörte auch, dass der Pilot gezwungen gewesen wäre, in Bauchlage zu fliegen. Der Querschnitt der E.381 betrug lediglich 0,45 Quadratmeter, was in etwa ein Viertel des Querschnitts einer Messerschmitt Bf 109 entsprach.

## Technische Daten
| Kenngröße             | Daten Ar E.381/I                                    | Daten Ar E.381/II                                   | Daten Ar E.381/III                                  |
| --------------------- | --------------------------------------------------- | --------------------------------------------------- | --------------------------------------------------- |
| Besatzung             | 1                                                   | 1                                                   | 1                                                   |
| Länge                 | 4,69 m                                              | 4,95 m                                              | 5,70 m                                              |
| Spannweite            | 4,43 m                                              | 5,00 m                                              | 5,05 m                                              |
| Höhe                  | 1,29 m                                              | 1,15 m                                              | 1,51 m                                              |
| Flügelfläche          | 5,00 m²                                             | 5,00 m²                                             | 5,50 m²                                             |
| Startmasse            | 1200 kg                                             | 1265 kg                                             | 1500 kg                                             |
| Tragflächenbelastung  | 240 kg/m²                                           | 235 kg/m²                                           | 272 kg/m²                                           |
| Höchstgeschwindigkeit | 900 km/h                                            | 885 km/h                                            | 895 km/h                                            |
| Triebwerke            | 1 × Flüssigkeitsraketenantrieb Walter HWK 109-509/B | 1 × Flüssigkeitsraketenantrieb Walter HWK 109-509/B | 1 × Flüssigkeitsraketenantrieb Walter HWK 109-509/B |
| Bewaffnung            | 1 × 30-mm-Maschinenkanone MK 108 mit 60 Schuss      | 1 × 30-mm-Maschinenkanone MK 108 mit 45 Schuss      | 6 × RZ 65 oder 73 ungelenkte Raketen                |